# Gonomyia molokaiensis
Gonomyia molokaiensis là một loài ruồi trong họ Limoniidae. Chúng phân bố ở miền Australasia.